# Onthophagus granulatus
Onthophagus granulatus är en skalbaggsart som beskrevs av Karl Henrik Boheman 1858. Onthophagus granulatus ingår i släktet Onthophagus och familjen bladhorningar. Inga underarter finns listade i Catalogue of Life.